# Ouest (roman)
Pour les articles homonymes, voir Ouest (homonymie).
Ouest est le sixième roman de François Vallejo publié en août 2006 aux éditions Viviane Hamy.
L’intrigue est fondée sur la confrontation au milieu du XIXe siècle, dans un domaine de l’ouest de la France, entre Lambert, le garde-chasse traditionaliste et son maître républicain, le trouble baron de l’Aubépine.

## Résumé
Dans une Vendée rêvée, un ouest imaginaire et encore marqué par le souvenir des révoltes chouannes, le XIXe siècle avance avec la mort du vieux châtelain d’Ancien Régime qui laisse son garde-chasse déboussolé devant son nouveau maître, le jeune baron qui s’affirme républicain. C’est dans un espace clos et isolé – la propriété du baron de l’Aubépine avec ses forêts et ses étangs, son château et la maison du garde-chasse – que va se mettre en place la confrontation entre le valet et le maître.
Lambert, le garde-chasse qui a intégré le rapport ancestral de domination sociale qu’il reproduit plus ou moins avec ses impressionnants chiens de chasse est d’abord perturbé et perplexe devant le baron qui revendique une égalité républicaine en abandonnant le mode vie ancien du seigneur, maître des chasses et des serfs. La cocasserie s’installe même quand le baron – qui refuse ce titre – part à Paris s’investir dans les Révolutions de 1848 et disparaît de longs mois laissant dans l’indigence et l’expectative le garde-chasse et sa famille. Il revient enfin désargenté mais accompagné de demi-mondaines  avec qui il semble avoir des relations perverses et qui se renouvellent jusqu’à une certaine stabilisation avec Mlle Berthe qui disparaît cependant mystérieusement. Parallèlement, le baron rêve de renverser Napoléon III et veut prendre contact avec Victor Hugo exilé, allant jusqu’à imaginer un projet rocambolesque d’une nouvelle chouannerie, républicaine cette fois, dont le grand poète prendrait la tête.
De plus en plus perplexe devant ce bizarre « baron perché » qui lui apparaît à la fois fou et dangereux dans ses agissements politiques comme dans son comportement avec les femmes - il le soupçonne même d’assassinats -, Lambert enferme son maître dans le château. Empêtré dans cette situation qui lui fait craindre aussi le pire pour sa fille Magdeleine convoitée par le baron, Lambert finit par libérer celui-ci et cherche, sans trouver, un autre emploi de garde-chasse, tandis que, parallèlement, le baron cherche en vain un remplaçant à son employé.
C’est dans les bois qui entourent le château que se dénoue dramatiquement l’intrigue dans un dernier face à face : blessé dans une chute de cheval, le baron exalté meurt sous les assauts des chiens encouragés par Lambert. Le garde-chasse doit tuer les molosses que les autorités tiennent pour seuls coupables et il s’enfonce dans un état neurasthénique, dépossédé de ce qui structurait sa vie. Confronté à sa violence meurtrière représentée par une photographie qui le montre avec son fusil et son chien, « il sait qu’il est devenu un autre homme. »

## Accueil de la critique
La critique a salué unanimement[réf. nécessaire] à sa sortie les qualités de ce roman pourtant publié dans une petite maison d’édition.
Ouest a été par ailleurs plusieurs fois distingué et couronné. Sélectionné dans la liste finale pour le prix Goncourt et le pour le prix Renaudot, il a reçu : 
- le prix Jean-Giono 2006,
- le prix Millepages 2006,
- le prix du Livre Inter 2007.